# Ноєнгаген-бай-Берлін
Ноєнгаген-бай-Берлін (нім. Neuenhagen bei Berlin) — громада в Німеччині, розташована в землі Бранденбург. Входить до складу району Меркіш-Одерланд.
Площа — 19,58 км2. Населення становить 18 832 ос. (станом на 31 грудня 2020).

## Демографія
- Динаміка населення з 1875 року в сучасних кордонах (Синя лінія: населення; Пунктир: відносна порівняльна динаміка населення землі Бранденбург; Сірий фон: період Третього рейху; Помаранчевий фон: період НДР)
- Динаміка населення (синя лінія) і прогнози

| Рік  | Населення |
| ---- | --------- |
| 1875 | 874       |
| 1890 | 1 129     |
| 1910 | 2 792     |
| 1925 | 5 732     |
| 1939 | 11 997    |
| 1950 | 12 300    |
| 1964 | 13 008    |

| Рік  | Населення |
| ---- | --------- |
| 1971 | 13 010    |
| 1981 | 12 238    |
| 1985 | 11 950    |
| 1990 | 11 265    |
| 1995 | 11 802    |
| 2000 | 14 917    |
| 2005 | 16 325    |

| Рік  | Населення |
| ---- | --------- |
| 2010 | 16 911    |
| 2015 | 17 593    |
| 2016 | 17 883    |
| 2017 | 17 986    |
| 2018 | 18 301    |
| 2019 | 18 657    |
| 2020 | 18 832    |

Джерела даних вказані на Wikimedia Commons.

## Галерея

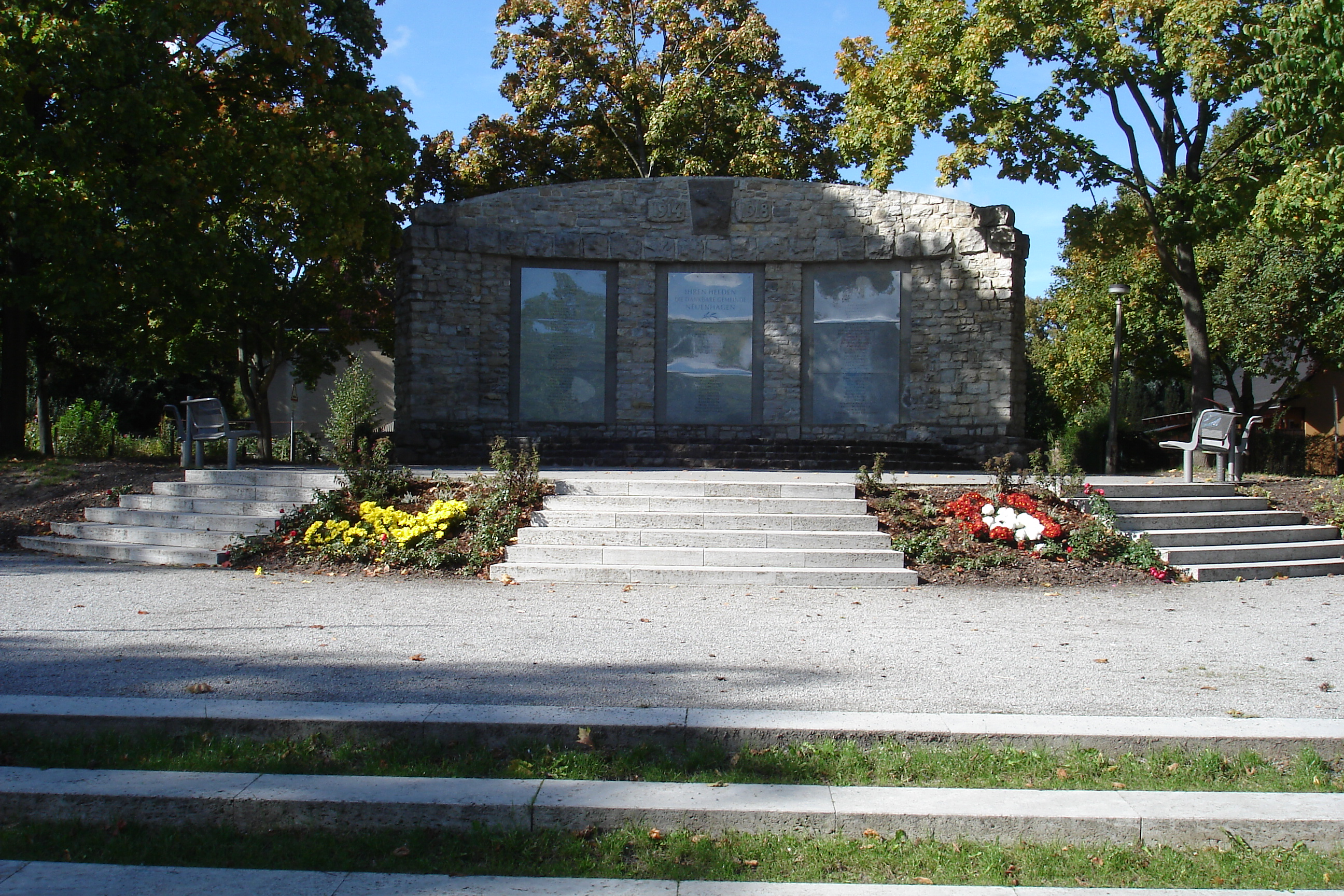
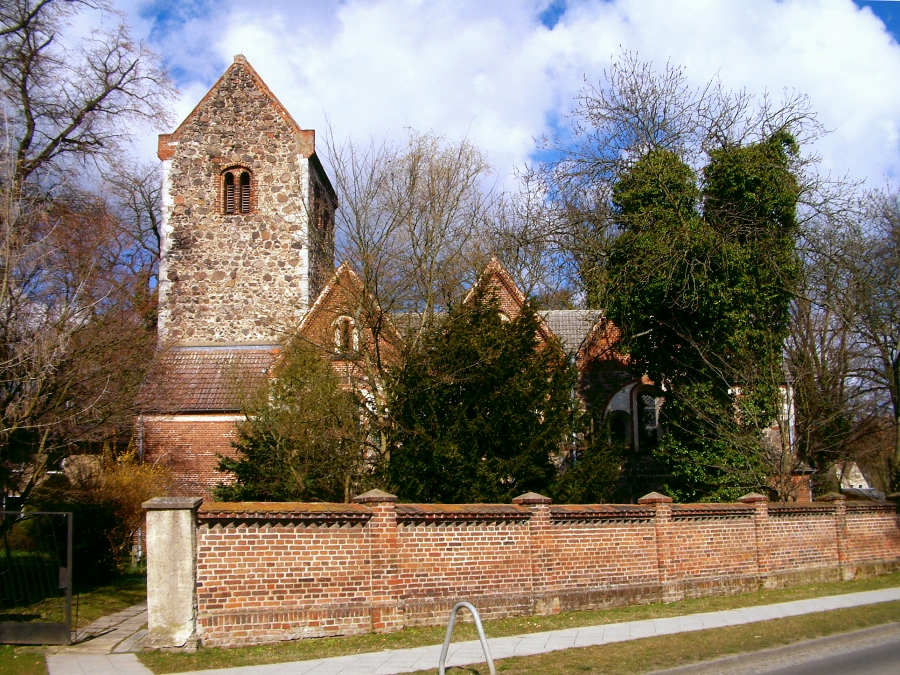
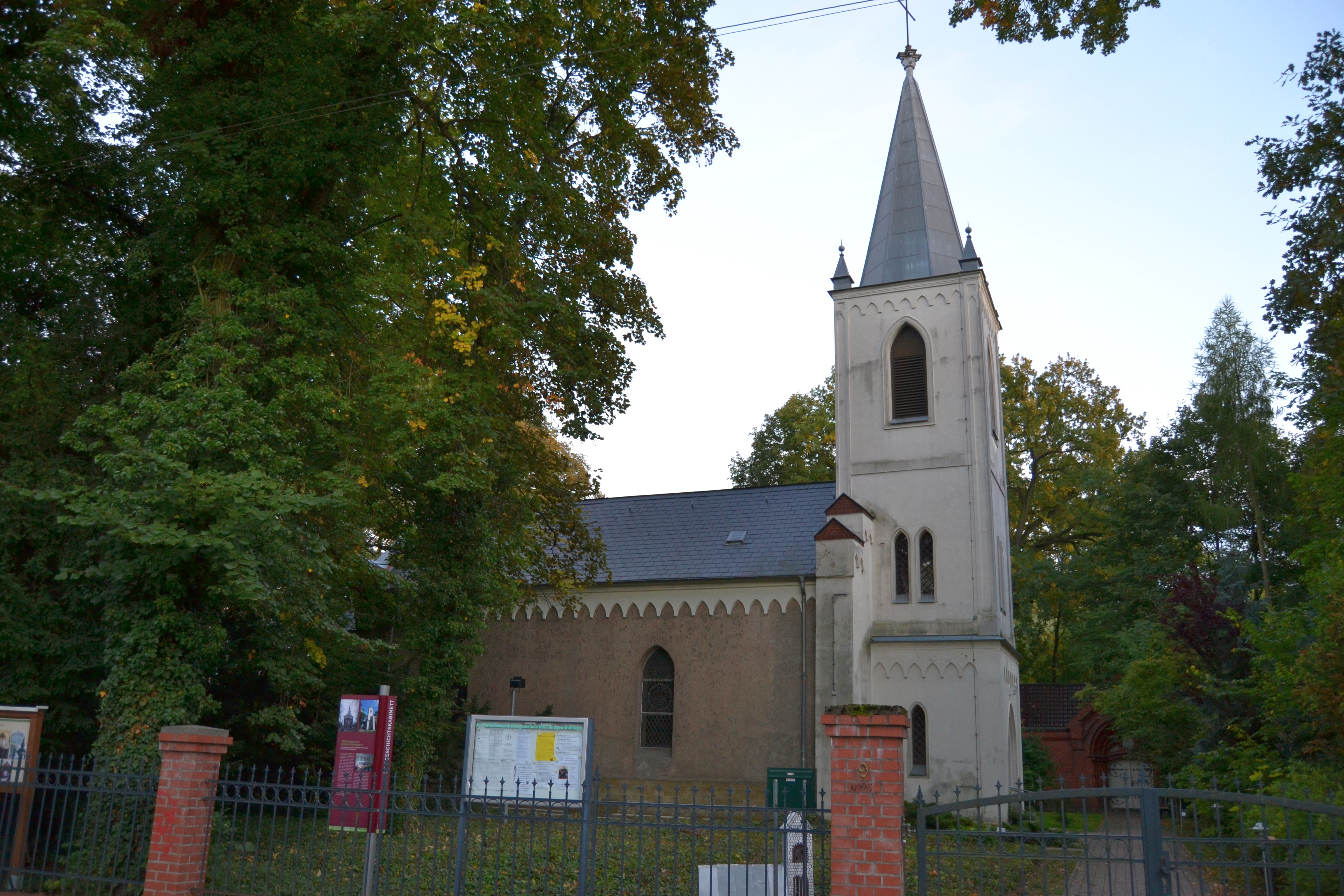
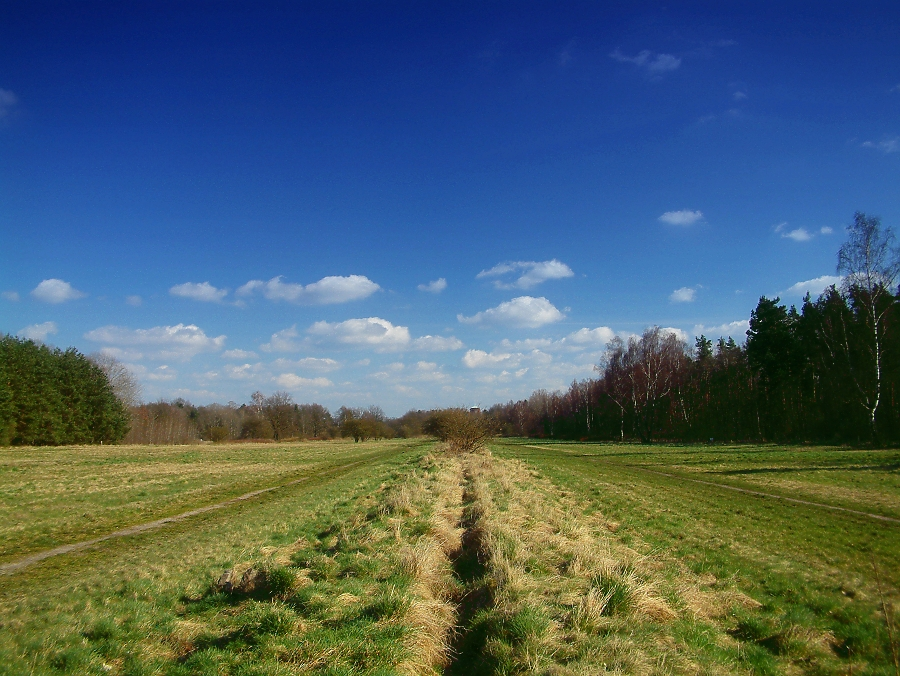
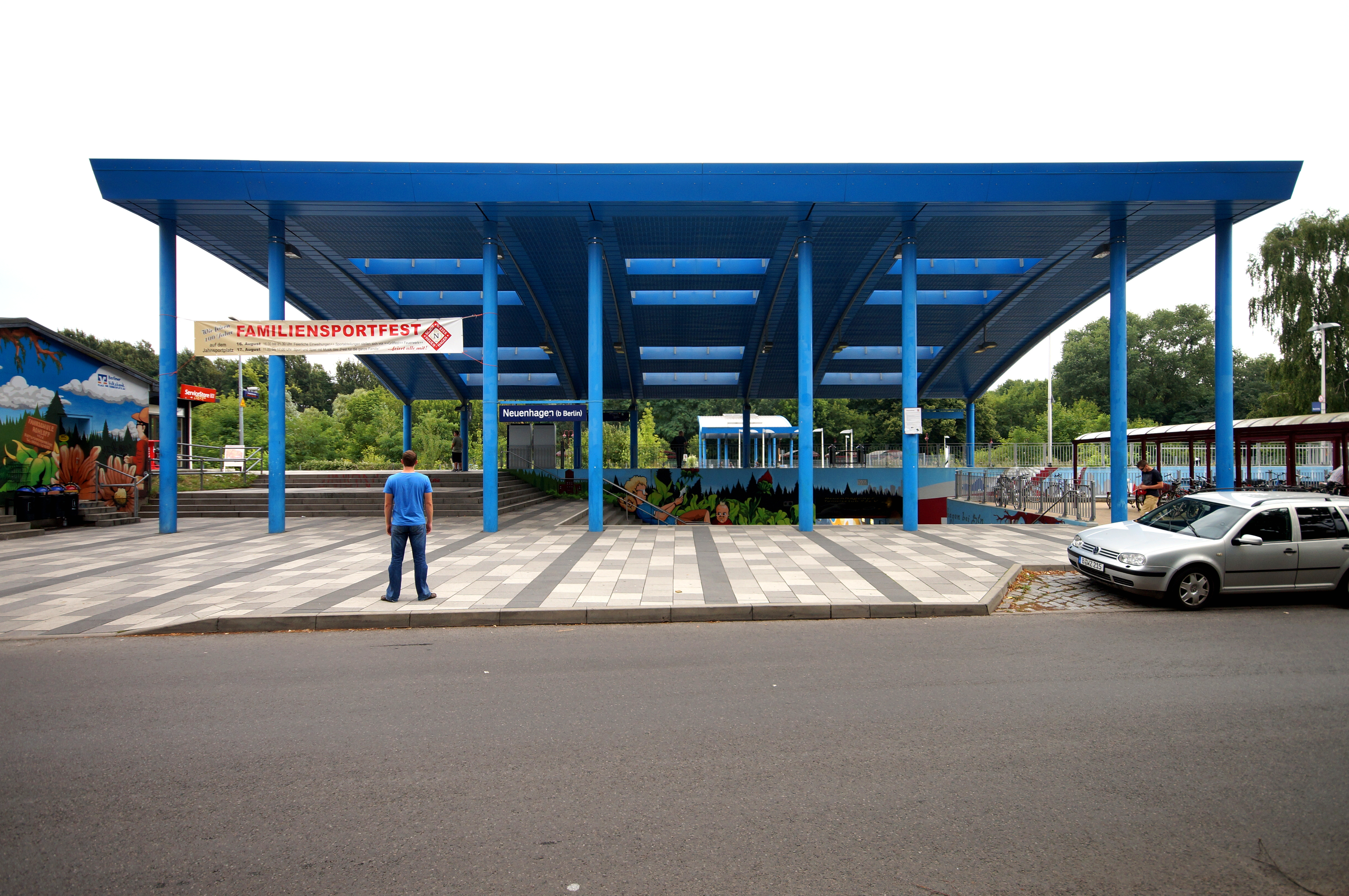
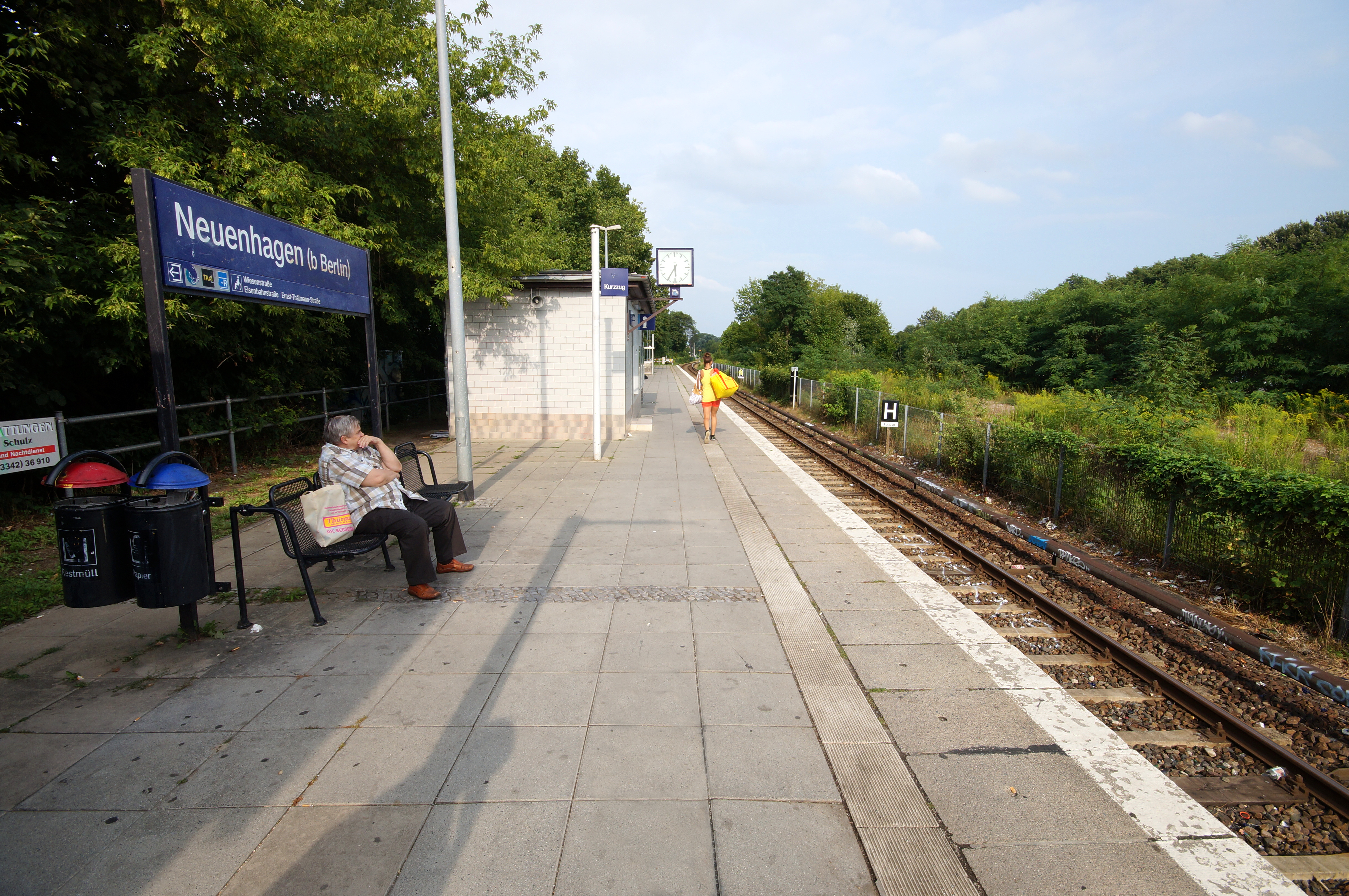